# Prêmio Saci
Il Prêmio Saci è stato un premio organizzato dal quotidiano O Estado de São Paulo a partire dal 1951, per onorare i migliori interpreti teatrali e cinematografici brasiliani.

## Storia
Creato nel 1951, nei successivi anni '50 e '60 divenne un prestigioso premio del cinema nazionale.
La sua statuetta era raffigurata da un Saci, celebre personaggio del folclore brasiliano, suggerito da un lettore attraverso un concorso indetto dal giornale. Il trofeo venne scolpito dall'artista plastico italo-brasiliano Victor Brecheret.

## Premiati (selezione)
La lista è in ordine alfabetico.
- Inezita Barroso (1953 e 1955)
- Tônia Carrero
- Walmor Chagas (1956)
- Cyro Del Nero[4]
- Jorge Dória[5]
- Ferreira Gullar (1966)
- Eliane Lage (1953) per la sua interpretazione in Sinha Moca
- Odete Lara (1957)
- Nydia Licia[6]
- Osvaldo Moles
- Rachel de Queiroz (1954)
- Mário Sérgio (1953)
- Ruth de Souza
- Eva Wilma[7]